# Resident Evil
Resident Evil, distribuito in Giappone come Bio Hazard (バイオハザード?, Baio Hazādo, lett. "Biorischio"), è un videogioco survival horror creato da Capcom. Rappresenta il titolo inaugurale della serie di Resident Evil.
È uscito originalmente nel 1996 su PlayStation ed è stato successivamente convertito per il Sega Saturn e PC, più tardi è stato ripubblicato due volte su PlayStation nella versione Director's Cut. Nel 2002 è uscito un remake del gioco per il GameCube, Resident Evil, con una nuova grafica, un nuovo doppiaggio e altri cambiamenti significativi. Una conversione per il Nintendo DS, Deadly Silence, è stata pubblicata nel 2006. Nel giugno del 2009 la collaborazione tra Capcom e Nintendo ha portato all'uscita del remake di Resident Evil per Wii. Nel 2014 Capcom ha portato il remake di Resident Evil per Gamecube alle nuove console.
Fu la Capcom a chiamare per la prima volta questo genere di videogiochi survival horror riferendosi proprio a Resident Evil, così da affermarne l'originalità. Alcuni titoli precedenti come Splatterhouse sarebbero comunque ascrivibili nel genere.
Resident Evil è uno dei primi videogiochi usciti per la console Sony PlayStation e si ispira a sua volta ad alcuni giochi del passato, ad esempio Alone in the Dark, ma soprattutto a Sweet Home, gioco del 1989 ispirato al film Sweet Home del quale la Capcom ottenne i diritti. La maggiore ispirazione deriva però dai film di George Romero in cui viene dipinta la paura e il terrore con il volto dei non morti.

## Trama
Il gioco è ambientato nel luglio 1998 (quindi 2 anni nel futuro dalla produzione del videogioco) a Raccoon City, una città fittizia del Midwest degli Stati Uniti situata tra i monti Arklay. Alcuni strani casi di omicidio e cannibalismo spingono ad indagare le squadre Bravo ed Alpha delle forze speciali locali "S.T.A.R.S." e, alla scomparsa della prima squadra, viene inviata la seconda per indagare, formata da Chris Redfield, Jill Valentine, Albert Wesker, Barry Burton, Joseph Frost e Brad Vickers. Atterrata con un elicottero nei pressi di una villa, la squadra è attaccata da un branco di cani feroci che uccidono Joseph Frost e la costringono a ripiegare nella misteriosa magione.
Quella che pareva essere una semplice villa si scopre essere l'accesso ad un centro di ricerca della Umbrella Corporation, in cui vengono svolti esperimenti illegali su armi biologiche da impiegare in guerra. Questi test hanno portato alla creazione di nuove e aggressive specie mutanti e di un virus capace di modificare la struttura cellulare degli esseri viventi. Il virus ha però un enorme fattore di contagio, e ha nel frattempo contagiato tutto il personale della struttura trasformando i ricercatori in irrazionali e violenti non morti.
Impersonando Jill Valentine o Chris Redfield il giocatore deve investigare sugli esperimenti condotti dalla Umbrella, trovare eventuali superstiti della squadra Bravo e cercare infine di scappare, il tutto cercando di sopravvivere ai non morti e a terrificanti mostri quali il serpente gigante Yawn, delle piante infette, la tarantola Black Tiger e gli squali giganti Neptune. I protagonisti dovranno vedersela anche con una fitta rete di intrighi, tradimenti e orrori che li accompagneranno con un crescendo sempre maggiore per tutto il corso dell'avventura.

## Modalità di gioco
Resident Evil dà ai giocatori la scelta tra due personaggi controllabili, Chris Redfield e Jill Valentine. Le differenze tra i personaggi sono importanti in quanto riguardano cambiamenti nelle abilità, nella capacità del trasporto di oggetti e di supporto tra i personaggi.

## Personaggi

### Personaggi
- Membri della Squadra Alpha
  - Chris Redfield - tiratore scelto. In passato ha lavorato nell'aeronautica militare statunitense, ma fu espulso per il suo temperamento irascibile e spesso ribelle. Rispetto a Jill, Chris è più resistente agli attacchi nemici e più veloce sia nel combattimento col coltello sia nel fuggire, ha una maggiore precisione, che gli permette di mettere a segno colpi critici più facilmente e la sua maggiore forza fisica gli permette di spostare oggetti pesanti più velocemente e brandisce armi di grosso calibro meglio di Jill. Tuttavia, può portare sei oggetti alla volta e dispone di meno armi, meno munizioni e meno kit medici. A peggiorare le cose, ha bisogno di chiavi per aprire i cassetti e le piccole serrature, rendendo la sua modalità storia più difficile di quella di Jill. Verrà aiutato da Rebecca, che ogni tanto curerà le sue ferite.
  - Jill Valentine - addetta alla copertura e specialista B&E. Ha un passato di scassinatrice alle spalle; le sue abilità vengono notate da Barry, che la aiuta a uscire dalla sua vita criminale per introdurla nelle forze dell'ordine e successivamente nell'unità S.T.A.R.S.. Jill è meno resistente di Chris, più lenta nel combattimento col coltello e nelle manovre evasive, e ciò la rende più vulnerabile agli attacchi nemici, e una minore forza fisica le causa più difficoltà nello spostare oggetti pesanti e brandire armi di grosso calibro. Tuttavia, può portare otto oggetti alla volta, dispone di più armi, munizioni e kit medici, e può aprire certe porte e cassetti più facilmente grazie al suo grimaldello. Viene supportata da Barry, che la aiuta contro alcuni boss. Per questi motivi, la sua modalità storia è considerata la più facile.
  - Barry Burton - addetto alla fornitura di munizioni, esperto in armi da fuoco e in esplosivi. È un uomo con saldi principi morali, sposato e con due figlie, ed è una sorta di figura paterna per Chris e Jill. È il personaggio di supporto di Jill e spesso il suo aiuto si rivela indispensabile durante l'avventura della donna.
  - Albert Wesker - capitano della Squadra Alpha dell'unità S.T.A.R.S, incaricato di coordinare la squadra nel soccorso o nel ritrovamento della squadra Bravo, che investiga autonomamente sugli eventi che accadono presso le montagne di Arklay. Wesker è un uomo risoluto, che fornisce talvolta aiuto ai membri della sua squadra, ma si mostra spesso schivo in quanto preferisce agire da solo.
  - Brad Vickers - pilota dell'elicottero che li porta sulle montagne di Arklay. In seguito all'attacco di alcuni dei membri della sua squadra, Brad ha una crisi di panico e scappa lasciando indietro i colleghi. Ma la sua codardia è solo apparente, egli infatti ha sorvolato la villa per tutto il tempo aspettando un segnale dai propri compagni.
  - Joseph Frost - addetto alla supervisione della squadra. Muore poco dopo l'atterraggio ai margini della villa Spencer, sbranato da un branco di cani infetti.
- Membri della Squadra Bravo
  - Rebecca Chambers - nuova recluta da poco assegnata come membro della squadra Bravo dell'unità S.T.A.R.S. e svolge il ruolo di paramedico. È una dei pochi sopravvissuti della sua squadra, subentrata alcuni giorni prima ma scomparsa misteriosamente, e rimane nascosta in una stanza finché Chris non la trova. Rebecca è il personaggio di supporto di Chris ed è talvolta giocabile quando questi richiede il suo aiuto. Rebecca è di corporatura minuta, quindi molto più agile e veloce, e sa maneggiare le sostanze chimiche. È anche in grado di leggere la musica e suonare il pianoforte, anche se non con la stessa bravura di Jill. A volte può curare le ferite di Chris, e se questi viene avvelenato nello scontro con il serpente Yawn, sarà giocabile in un'occasione per portare al compagno l'antidoto al veleno, ma, se impiega troppo tempo, Chris morirà, causando un game over.
  - Enrico Marini - capitano della Squadra Bravo dell'unità S.T.A.R.S, incaricato di coordinare la squadra nelle indagini sugli omicidi avvenuti presso le montagne Arklay. Ex veterano di guerra, Enrico è il secondo membro più anziano dell'unità S.T.A.R.S. Scopre che nelle vicende avvenute sulle montagne di Arklay è coinvolto un membro della S.T.A.R.S., ma prima che possa rivelare a Chris o a Jill il nome del traditore viene improvvisamente ucciso con un proiettile al cuore da una persona non identificata.
  - Kenneth J. Sullivan - ricopre il ruolo di capo pattuglia. È il più anziano tra i membri dell'unità S.T.A.R.S., di indole mite e laureato in chimica. Viene ritrovato morto in un salotto di villa Spencer con la testa divelta dalla gola, squarciata da uno zombi.
  - Forest Speyer - tiratore scelto. È uno dei migliori amici di Chris. Viene ritrovato morto in un balcone della villa Spencer, beccato a morte da uno stormo di corvi infetti, e in seguito trasformatosi in uno zombi.
  - Richard Aiken - addetto alla copertura e alle radiocomunicazioni. Viene trovato gravemente ferito e avvelenato nei pressi di un solaio dopo essere stato attaccato da un gigantesco serpente mutante. Chris, o Jill, cercano di aiutarlo procurandogli del siero per arrestare le tossine del veleno in circolo nel suo corpo ma Richard, ormai troppo debole, muore poco dopo il suo soccorso.
  - Kevin Dooley - agente del Dipartimento di Polizia di Raccoon City, incaricato di scortare la Squadra Bravo via elicottero presso le montagne Arklay. In seguito a un'avaria del velivolo, Kevin è costretto a un atterraggio di fortuna, che si conclude con lo schianto dell'elicottero. I suoi resti, smembrati da un branco di cani infetti, vengono ritrovati da Joseph poco prima che quest'ultimo subisca la stessa sorte.
  - Edward Dewey - copilota subordinato a Kevin e meccanico. Nonostante i suoi ruoli principali, Edward è anche un abile cecchino. Viene attaccato e ferito gravemente dai cani infetti che infestano la foresta circostante, ma ciononostante riesce a seminarli. La sua sorte verrà resa nota solo successivamente, quando questi raggiunge un treno privato della Umbrella Inc., l'Eclyptic Express, e avvisa la sua collega Rebecca dei pericoli che lei corre poco prima di morire stremato.

### Nemici
Quella che segue è una lista dei nemici che il giocatore affronterà durante la partita. Le creature del gioco sono conosciute come Bio-Organic Weapons (o B.O.W.), creature infettate dal virus T e trasformate in pericolosi mostri a scopo di sperimentazione, o accidentalmente mutate in seguito alla fuga del virus.
- Zombi: il nemico standard del gioco. In origine erano i membri della squadra di ricerche del laboratorio Umbrella sulle Montagne Arklay, operai o addetti alla sicurezza, ma sono stati tutti infettati dal virus T durante le loro attività dopo aver perso il controllo del terribile agente patogeno. Il virus ha decomposto i loro corpi e ha degradato il loro intelletto fino ad azzerarlo. Un unico esemplare è relativamente facile da affrontare o sfuggire, ma se attaccano in gruppo possono diventare un problema serio.
- MA-121 Hunter: trattasi di una delle tante specie di B.O.W. create dall'Umbrella, originata dall'esposizione di alcuni rettili a grossi dosi del virus T e compaiono nella seconda metà del gioco, dopo il ritorno alla villa dal giardino esterno. Dall'aspetto di enormi rettili umanoidi, sono estremamente forti, veloci ed aggressivi. Resistenti alle armi base, micidiali se li si affronta da feriti, saltando sono in grado di decapitare il giocatore anche con un solo colpo dei grossi artigli.
- Crimson Head: nemico presente solo in Resident Evil: Rebirth e Resident Evil: HD Remaster. Trattasi di normali zombi che, una volta eliminati senza distruggere il cervello o l'intero corpo, continuano l'evoluzione provocata dal virus. Se infatti uno zombi non viene bruciato o decapitato dopo essere stato ucciso, in un arco di tempo relativamente breve il virus lo risana e gli fa assumere nuove caratteristiche: pelle rossa, artigli aguzzi e una massa muscolare molto più sviluppata. Sono molto più forti, veloci e agili dei normali zombi e nettamente più aggressivi. Un particolare esemplare, il Crimson Head Prototype 1 (creato volontariamente dall'Umbrella durante i suoi esperimenti su soggetti umani), verrà incontrato dai protagonisti nel sotterraneo del cimitero dietro la magione degli Spencer, chiuso in una bara.
- MA-39 Cerberus: altra specie di B.O.W. creata dall'Umbrella, sono dei dobermann infettati dal virus T e quindi decomposti e putrefatti come gli zombi. Queste creature sono molto pericolose, a causa della combinazione fra la loro dimensione relativamente piccola e le notevoli imprevedibilità, velocità, agilità e furtività. I Cerberus rappresentano una seria minaccia quando attaccano in gruppo.
- Web Spinner: tarantole mutate dal virus T, hanno le dimensioni di un tavolino. Dotati di attacco venefico, sono resistenti alla Beretta 92 ma periscono facilmente sotto i colpi di un'arma pesante.
- Black Tiger: esemplare unico di tarantola mutata dal virus T che si trova nelle caverne sotto la villa. Trattasi della madre di tutte le tarantole presenti nel gioco, è un ragno gigantesco e molto resistente, l'attacco venefico è diverso dalle altre tarantole. Una volta uccisa rilascia decine di piccoli ragni che possono a loro volta attaccare il giocatore.
- Corvo: questi corvi sono stati infettati dal virus T e, come risultato, sono diventati estremamente aggressivi. La loro forza sta nel numero, oltre che nella sfuggevolezza e nel volo, poiché che uno stormo può attaccare contemporaneamente da ogni direzione rendendo difficile la mira. Molto pericolosi se il personaggio è stato precedentemente ferito.
- Yawn: conosciuto altrimenti come Serpente Gigante, si incontra due volte ed assomiglia ad un incrocio tra una vipera ed un cobra delle dimensioni di una grossa automobile. È uno dei tanti esperimenti della Umbrella e, una volta fuggito dal laboratorio, si annida nella soffitta di villa Spencer. Lento negli spostamenti, è in grado di effettuare attacchi repentini e di avvelenare, inoltre la sua grossa mole gli permette di bloccare le vie di fuga. Per combatterlo l'arma più efficace è la granata acida. Nel primo scontro, se il protagonista viene ferito, sverrà e dovrà essere salvato dal proprio personaggio spalla (Barry o Rebecca)
- Neptune: chiamato come il dio romano dei mari, altro non è che uno squalo bianco su cui sono stati compiuti esperimenti col virus T. Il suo nome completo è Esperimento Fi 3. In questa specie di B.O.W. il virus T agisce stranamente con molto ritardo rispetto alle altre creature. Veloce, si annida nei sotterranei della casa del guardiano, allagati per un guasto, ma può essere sconfitto facilmente facendo drenare l'acqua.
- Plant 42: una pianta gigantesca, infettata dal virus T; si trova nella casa del guardiano e può essere eliminata solo avvelenandone le profonde radici.
- Pianta infetta: una pianta rampicante, infettata dal virus T. Si trova nella piccola serra di villa Spencer e blocca l'accesso ad un oggetto chiave. Invulnerabile alle armi, può essere eliminata solo con un diserbante da versare nella pompa d'acqua che irriga la serra.
- Hornet: vespe ingigantite dal virus T. Presenti in gran numero in un enorme favo in una stanza dei dormitori, sono passivi e possono essere evitati facilmente. La loro puntura può avvelenare.
- Chimera: orride creature antropomorfe ricoperti di vermi, infestano le stanze delle caldaie nei laboratori sotterranei. Appaiono piccoli e fragili ma si rivelano invece veloci e agili, molto resistenti alle normali armi da fuoco e difficili da colpire nelle lunghe distanze. Pendono dal soffitto e attaccano il personaggio assalendolo alle spalle.
- T-002: l'arma biologica più potente del gioco. Si trova nei laboratori sotterranei della Umbrella, e dorme in un sonno criogenico. Verrà svegliato, in modo da attaccare i membri della S.T.A.R.S., e Wesker verrà ucciso per primo, lasciandolo apparentemente privo di vita sul pavimento. Una vera minaccia per il giocatore, l'unico punto debole è la sua lentezza e l'abitudine di attaccare con il solo arto sinistro; dopo averlo abbattuto nel laboratorio, ritornerà più potente nell'eliporto dove verrà definitivamente distrutto.

## Censure e diversità
La pubblicazione del gioco segnò la crescita del target dei giochi per console.
I precedenti titoli horror, sia per limitazioni tecniche dei sistemi su cui giravano, che per la censura, non avevano mai mostrato l'orrore e la violenza in maniera esplicita e realistica come Resident Evil.
I protagonisti non erano più un ammasso di pixel dall'aspetto cartoonesco come in Castlevania o Splatterhouse. Il filmato introduttivo (girato con attori reali) mostrava un agente di polizia che veniva sbranato vivo da dei cani, mentre, durante il gioco, i protagonisti si muovevano all'interno di ambientazioni realistiche in grafica prerenderizzata.
Il gioco fu censurato nella versione per il mercato occidentale.
Parecchi filmati furono tagliati, mentre determinate situazioni di gioco (la morte del proprio personaggio in occasione di un game over o il suo sanguinamento in caso di ferite) furono rimosse. Persino i dialoghi non furono risparmiati dalla scure censoria. Va notato che in seguito persino la versione giapponese fu leggermente censurata, mostrando il filmato introduttivo in bianco e nero.

## Differenze tra le versioni
Dalla prima uscita nel 1996 sono state realizzate diverse versioni di Resident Evil per diverse piattaforme durante gli anni; ognuna introduce nuove caratteristiche e nuovi aspetti di gameplay.
Quando Capcom ha distribuito Biohazard in Nord America e in Europa, il titolo del gioco è stato cambiato in Resident Evil, grazie al suggerimento della divisione americana, ma anche perché la band heavy metal Biohazard possiede il copyright in America e in Europa. Quella che segue è una lista delle differenze tra la versione occidentale e quella giapponese del gioco per PlayStation, anche se i cambiamenti sono per lo più validi anche per le versioni successive del gioco.
- Maggiore livello di difficoltà - Il livello di difficoltà del gioco è stato incrementato. In particolare, la rimozione del puntamento automatico (reinserito nella Director's Cut) ed un numero ridotto di salvataggi per ogni nastro inchiostratore (da cinque a due).
- Censura - Tre FMV del gioco sono stati cambiati. Il filmato introduttivo, la comparsa del primo zombi e il finale di Chris. Il primo è stato tagliato per eliminare le sequenze sanguinose utilizzando un filmato alternativo e la scena col primo zombi è diventata più corta per rimuovere una testa insanguinata. Ovviamente, è stato cambiato anche il titolo nella sequenza iniziale. Inoltre, è stata rimossa una scena del filmato iniziale che mostrava Chris fumare una sigaretta.

### Director's Cut
Un paio di mesi dopo aver distribuito la versione per Sega Saturn, nel settembre 1997, la Capcom fece uscire la versione Resident Evil: Director's Cut per PlayStation in modo da compensare il ritardo d'uscita di Resident Evil 2. In questa versione, si trovano nuove angolazioni della telecamera, nemici e oggetti posizionati diversamente, una pistola più potente e nuovi costumi standard per Jill, Chris e Rebecca. Il gioco include anche una nuova difficoltà, Beginner, nella quale il numero di munizioni disponibili nel gioco viene raddoppiato. Una delle aggiunte speciali include una versione zombi del membro del Team Bravo Forest Speyer, ucciso dai corvi. Questo zombi è inoltre più resistente e veloce degli altri, come accadrà per i Crimson Head nel futuro remake; il risveglio di Forest dalla morte venne conservato anche per tutte le seguenti versioni del gioco. Il gioco include inoltre un secondo disco contenente una demo di Resident Evil 2 basata sullo scenario A di Leon.
La versione Director's Cut è disponibile nel PlayStation Network e giocabile per PlayStation 3, PlayStation Portable, PlayStation Vita e PlayStation 5.

### Director's Cut Dual Shock Ver.
Una terza versione del gioco chiamata Director's Cut Dual Shock Ver. è uscita ad agosto del 1998 per PlayStation e fu co-prodotta da Keiji Inafune. Questa versione della Director's Cut (conosciuta come Dual Shock Version) fu distribuita in seguito, in modo da includere le funzionalità del joypad DualShock, la vibrazione e l'utilizzo degli stick analogici per i movimenti. L'altra novità fu una nuova colonna sonora sinfonica (originariamente attribuita a Mamoru Samuragōchi) che sostituiva quella originale. Questa copia del gioco include un secondo disco contenente i video di Resident Evil 1.5 (la versione primitiva e abbandonata di Resident Evil 2).
Negli Stati Uniti d'America, Resident Evil: Director's Cut Dual Shock Ver. è disponibile nel PlayStation Network e giocabile per PlayStation 3.

### Computer
Il gioco venne in seguito convertito per PC. Questa versione includeva i video non censurati della versione giapponese, in più aggiungeva delle nuove armi sbloccabili: un MAC-10 per Jill ed un FN Minimi per Chris, oltre a dei costumi alternativi del tutto nuovi.

### Game Boy Color non pubblicato
Una conversione per Game Boy Color venne programmata dalla Capcom, ma successivamente cancellata per via della bassa qualità, oltre che per la difficoltà nel convertire un gioco così ampio per una console così piccola; gli sviluppatori ritennero che le carenze di oggetti e gli angusti spazi avrebbero tolto fascino al gioco Nel 2001 venne prodotto un altro titolo della serie per questa console, Resident Evil Gaiden, ma si tratta di uno spin-off e non di un remake.

### Versione per Sega Saturn
Nel 1997, Capcom distribuì la versione per Sega Saturn di Resident Evil il 27 luglio in Giappone e il 31 agosto in Nord America. La versione per Sega Saturn gode di contenuti esclusivi non presenti nelle altre versioni, tra i quali il Battle Game, una speciale missione secondaria in cui il giocatore deve spostarsi attraverso le varie stanze del gioco e collezionare uccisioni dei nemici. Questa versione introduce dei nemici mai visti prima, come il Tyrant dorato, una razza di Hunter di colore rosso detta Tick e Wesker in versione zombi. I modelli poligonali, sebbene ridisegnati, appaiono più grezzi rispetto alla controparte per PlayStation - questo a causa delle specifiche tecniche della console, meno performante nella gestione della grafica tridimensionale - mentre gli elementi bidimensionali come i fondali godono di una maggiore profondità di colore.

### Resident Evil Rebirth (Remake)
Nel 2002, venne realizzato un remake dell'originale Resident Evil per GameCube e molti anni più tardi, nel 2008, fu portato anche su Wii nella collection intitolata Resident Evil: Archives che includeva anche Resident Evil Zero. Questo fu possibile grazie a un contratto tra Capcom e Nintendo che avrebbe inoltre dato la luce a Resident Evil Zero e Resident Evil 4. Secondo le dichiarazioni di Shinji Mikami, il creatore della serie, questo remake è diverso dall'originale al 70%.
Il gioco, chiamato Resident Evil Rebirth o Resident Evil Remake, includeva fondali fotorealistici, come sempre prerenderizzati e nuove ambientazioni come il cimitero e la casa nella foresta. Il filmato introduttivo, originariamente girato con persone in carne ed ossa, venne realizzato con una sequenza in grafica computerizzata dai toni più cupi e realistici. I dialoghi vennero riscritti da zero e ad essi venne data una tonalità più seria e meno scherzosa, eliminando così i vecchi dialoghi simili a quelli di un B-movie, anche se alcune frasi vennero mantenute perché ormai troppo famose. Alcune funzioni come la rotazione di 180° vennero introdotte per facilitare i movimenti. Rispetto alla versione originale questo remake include una grande varietà di minigiochi ed armi sbloccabili. Completando il gioco molto rapidamente, inoltre, si possono ottenere degli artwork segreti del gioco, oltre a un commento di ringraziamento da parte dello stesso Shinji Mikami.
Il gioco chiarisce alcuni buchi nella trama, tra cui l'identità del costruttore della villa, George Trevor, e di sua figlia, Lisa Trevor, cavia da laboratorio della Umbrella.
Una versione rimasterizzata del remake è uscita in formato digitale per PlayStation 3, PlayStation 4, Xbox 360, Xbox One, e PC nel 2015. In Giappone la versione PlayStation 3 del remake è uscita in edizione limitata. Nel 2019 il remake in versione HD uscirà pure per Nintendo Switch.
Nel 2016, Resident Evil HD Remaster è incluso nella compilation Resident Evil: Origins Collection insieme a Resident Evil Zero HD.

### Resident Evil: Deadly Silence
Resident Evil: Deadly Silence, noto anche come Biohazard: Deadly Silence, è stato creato per celebrare il decimo anniversario di Resident Evil ed è uscito nel giugno 2006 per Nintendo DS . Questa versione ha dei leggeri cambiamenti rispetto all'originale, e dei contenuti totalmente nuovi. La modalità Rinascita cambia molte cose dell'avventura principale. Vengono incluse brevi sequenze di battaglia con orde di nemici con una visuale in prima persona. Inoltre, molti enigmi della villa sono stati ricostruiti in modo da sfruttare le funzionalità della console, il touch screen e il microfono. Questa modalità include anche la versione zombi di Forest Speyer, apparsa per la prima volta nella versione Director's Cut.
Un'altra modalità segreta è il minigioco Master of Knifing, incentrato sull'uccisione di nemici tramite il touch screen. Grazie ai movimenti dello stilo, il giocatore sferra micidiali colpi di coltello ai numerosi nemici. Così come accade nelle brevi sezioni di gioco simili nella modalità Rinascita, questo sottogioco usa la visuale in prima persona.
Il gioco prende anche alcuni elementi da altri Resident Evil, come la rotazione di 180° introdotta in Resident Evil 3 e il tasto per estrarre il coltello da Resident Evil 4.
Questa versione include anche una modalità multiplayer, in cui è possibile impersonare quasi tutti i membri della S.T.A.R.S., alcuni dei quali mai visti prima.

### Resident Evil: The Umbrella Chronicles
Pur non essendo un remake, in Resident Evil: The Umbrella Chronicles vi è uno scenario dedicato a questo gioco, più precisamente tratto dalla versione per GameCube. Le battaglie contro alcuni boss vengono riadattate in questo gioco in modo da includere Jill e Chris allo stesso tempo, cosa che non accade nell'originale. Inspiegabilmente, da questa versione viene escluso Barry Burton. Questo gioco chiarisce come Wesker sia potuto sopravvivere alla morte inflitta dal Tyrant e come sia scampato all'esplosione della villa. Inoltre, vengono rivelati alcuni dettagli di cui i giocatori non erano al corrente, come il recupero di un prototipo di Tyrant da parte di Sergei Vladimir.

## Cast Live action e doppiaggio

### Attori Live action
- Charlie Kraslavsky: Chris Redfield
- Inezh: Jill Valentine
- Greg Smith: Barry Burton
- Eric Pirius: Albert Wesker
- Sergio Jones: Brad Vickers

### Voci
- Ramsay Scott: Chris Redfield
- Inezh: Jill Valentine
- Barry Gjerde: Barry Burton
- Pablo Kuntz: Albert Wesker
- Jason Wool: Joseph Frost
- Lynn Harris: Rebecca Chambers
- Dean Harrington: Enrico Marini
- Clay Enniss: Richard Aiken
- Ward Sexton: narratore

## Accoglienza
La versione PlayStation del gioco è diventata la più venduta in Nord America. In totale secondo Capcom la versione originale del gioco ha venduto 5,05 milioni di copie. L'edizione Director's Cut inclusa la versione Dual Shock hanno raggiunto i 3,94 milioni di copie. Il titolo è stato il più venduto nel Regno Unito. Nel febbraio 1997 è stato il più venduto gioco per PlayStation. Le versioni PlayStation e GameCube del gioco hanno venduto 11 milioni di unità in totale a partire dal 2013. La versione rimasterizzata del remake ha venduto 2.3 milioni di copie.

## Adattamento cinematografico
Il film Resident Evil: Welcome to Raccoon City (2021), diretto da Johannes Roberts, è tratto dal primo e secondo capitolo della saga videoludica. Rappresenta un riavvio della serie cinematografica originale di Paul W. S. Anderson dopo cinque anni. Gli interpreti del nuovo film sono Kaya Scodelario (Claire Redfield), Hannah John-Kamen (Jill Valentine), Robbie Amell (Chris Redfield), Avan Jogia (Leon Scott Kennedy), Holly De Barros (Sherry Birkin), Lily Gao (Ada Wong), Tom Hopper (Albert Wesker), Donal Logue (Brian Irons), Neal McDonough (William Birkin) e Janet Porter (Annette Birkin).